# De la Planta
De la Planta war ein uruguayisches Plattenlabel.
Es wurde 1969 von Jorge 'Coyo' Abuchalja, dem Gitarristen der Band Los Delfines,  und dem Tontechniker Carlos Píriz gegründet. In den frühen 1970er Jahren veröffentlichten auf diesem Label bedeutende Vertreter der spanischsprachigen uruguayischen Rockmusik ihre Alben. Zum Katalog gehörten bspw. Platten wie Mateo Solo Bien Se Lame von Eduardo Mateo, die zu ihrer Entstehungszeit und noch Jahrzehnte später in Rolling Stone und New York Times positiv besprochen wurde.

## Entstehungsgeschichte
Laut Abuchalja wurde das Label „aus der Not geboren“, denn uruguayische Musiker hätten damals in ihrer Heimat kaum Unterstützung durch die großen internationalen Plattenfirmen erhalten. Nur wenige hätten die Möglichkeit gehabt, Aufnahmen zu machen; meist unter sehr schlechten technischen und finanziellen Rahmenbedingungen. So waren lediglich ein bis zwei Tonspuren üblich, während man im benachbarten Argentinien zumindest 4-Spur-Rekorder verwendete. Der Aufnahmetechniker Carlos Píriz schlug Abuchalja daher vor, ein eigenes Label zu gründen, um speziell uruguayische Musiker durch gute Produktion, Aufnahmetechnik und einen besseren Vertrieb zu unterstützen. Durch Píriz’ Verbindungen war es möglich, die 4-Spur-Anlage der Estudios Ion in Buenos Aires zu günstigen Konditionen für Aufnahmen zu nutzen.

## Katalog
Zu den Künstlern, die bei De la Planta veröffentlichten, gehörten beispielsweise Diane Denoir, Opus Alfa, Sexteto Electrónico Moderno, Los Moonlights, Días de Blues und der bekannte uruguayische Folklorekünstler Osiris Rodríguez Castillos.
Mit El Kinto, Eduardo Mateo und Rubén Radas Band Tótem gehörten außerdem Künstler zum Label, die nachhaltigen Einfluss auf die uruguayische Popularmusik hatten. Sie gehörten zu den wichtigsten Exponenten des Candombe Beats, einer Weiterentwicklung der uruguayischen Candombe-Musik durch Kombination mit Elementen anderer Musikgenres, die Parallelen zur späteren brasilianischen Tropicália-Bewegung um Gilberto Gil aufwies und Aufmerksamkeit auf das musikalische Erbe der afro-uruguayischen Minderheit lenkte.
Guilherme de Alencar Pinto – Musikwissenschaftler, Journalist und Dozent an der Universidad ORT Uruguay – stellte fest, dass das Label  De la Planta „in kurzer Zeit einen abwechslungsreichen und bedeutsamen Katalog aufbaute“ und einen „Eckpfeiler des Booms spanischsprachiger Popularmusik am Anfang der 70er Jahre“ in Uruguay darstellte.

## Auflösung
1974 löste sich das Label auf. Dies war eine Folge der schwierigen politischen Situation in Uruguay aufgrund des Militärputsches im Jahr 1973. Viele Bands des Labels wurden ins Exil oder zur Auflösung gezwungen. Hinzu kamen Probleme mit dem Unternehmen Fimasa, durch das De la Planta seine Platten pressen ließ. Der Lizenzkatalog De la Plantas ging auf das Label Clave über, das später von Sondor aufgekauft wurde.